# Emilio A. Bonnecarrére
Emilio Augusto Bonnecarrére (Buenos Aires, 5 de mayo de 1911-ibídem, 9 de diciembre de 1997) fue un militar argentino. perteneciente al Ejército Argentino, que alcanzó la jerarquía de general de brigada de la rama de ingenieros, cuya escuela dirigió. Fue designado por Eduardo Lonardi en el marco de la autoproclamada Revolución Libertadora como interventor de la provincia de Buenos Aires, entre el 14 de noviembre de 1955 y el 2 de mayo de 1958.

## Carrera
Había pedido su retiro tras el fallido levantamiento de Benjamín Menéndez contra Juan Domingo Perón, siendo teniente coronel. Sin embargo, fue reincorporado al ser nombrado secretario general de la Presidencia de la Nación por el presidente de facto Eduardo Lonardi, siendo coronel. Tras su paso por Buenos Aires, fue designado como agregado militar de la embajada de Argentina en Estados Unidos por el presidente de facto Pedro Aramburu, antes de la asunción de Arturo Frondizi.
El gobierno constitucional lo encarceló junto con otros militares del golpe de Estado de 1955 tras una estadía en Montevideo, pero fueron indultados al poco tiempo.
Fue director de la Escuela Nacional de Guerra. Pidió su retiro definitivo el 28 de octubre de 1959.